# Acianthera strupifolia
Acianthera strupifolia é  uma pequena espécie de orquídea (Orchidaceae) originária do Rio de Janeiro a Santa Catarina, Brasil, antigamente subordinada ao gênero Pleurothallis. Ocorre nos estados de Santa Catarina, Paraná, São Paulo, Rio de Janeiro e Espírito Santo. Ocorre no bioma da Mata Atlântica. Em 2005, foi citada como vulnerável na Lista de Espécies da Flora Ameaçadas do Espírito Santo, no sudeste do Brasil; e em 2014, como pouco preocupante na Lista Vermelha de Ameaça da Flora Brasileira do Centro Nacional de Conservação da Flora (CNCFlora). Também ocorre na Lista CITES de Plantas (família das Orquídeas [A-E]) - Apêndice II para a Região de Latino América e Caribe (LAC) en vigor desde 22 de junho de 2021.

## Publicação e sinônimos
- Acianthera strupifolia (Lindl.) Pridgeon & M.W.Chase, Lindleyana 16: 246 (2001).

Sinônimos homotípicos:
- Pleurothallis strupifolia Lindl., Edwards's Bot. Reg. 25(Misc.): 2 (1839).
- Humboltia strupifolia (Lindl.) Kuntze, Revis. Gen. Pl. 2: 668 (1891).

Sinônimos heterotípicos:
- Pleurothallis dichroa Rchb.f., Hamburger Garten- Blumenzeitung 21: 356 (1865).
- Acianthera dichroa (Rchb.f.) F.Barros & L.R.S.Guim., Neodiversity 5: 28 (2010).
- Pleurothallis picta Hook., Bot. Mag. 68: t. 3897 (1841), nom. illeg.
- Pleurothallis bicolor Lindl., Edwards's Bot. Reg. 28(Misc.): 76 (1842).
- Pleurothallis hookeri Regel, Trudy Imp. S.-Peterburgsk. Bot. Sada 7: 545 (1881).
- Restrepia liebmanniana Kraenzl., Vidensk. Meddel. Naturhist. Foren. Kjøbenhavn 71: 171 (1920).
- Pleurothallis glaucophylla Hoehne, Arch. Bot. São Paulo 1: 579 (1927).